# Joan III Ducas Vatatzes
Joan III Ducas Làscaris Vatatzes (Demòtica, 1193 - Nimfèon, 1254) fou emperador de Nicea (1222 - 1254/1255). El nom de Ducas el portava perquè era descendent per línia femenina dels Ducas, però fou conegut com a Joan III Vatatzes. És considerat un bon governant que va defensar les fronteres i les va ampliar tenint a ratlla els seus enemics, però també com un home culte i obert al diàleg per la reconciliació entre les esglésies catòlica i ortodoxa. Segons l'església ortodoxa és, també, un sant.

## Relació amb la família imperial de Nicea
A través d'un dels seus oncles, capellà i conseller de l'emperador, el jove Joan Vatatzes va entrar al servei de l'emperador romà d'Orient. Va participar en la defensa de Constantinoble el 1204 contra els croats i després va fugir amb Teodor I Làscaris a Nicea, i li va donar suport en les seves accions en l'exili per recuperar el tron. Teodor li va donar en recompensa pels seus serveis la mà de la seva filla Irene, quan ella va enviudar, i el va nomenar successor, ja que no tenia fills, i el preferia als seus propis germans Aleix, Joan, Manuel i Isaac Làscaris, perquè el considerava més capacitat.

## Primers anys del regnat: guerres contra l'Imperi Llatí
El 1222 va succeir al seu sogre en el tron. Aquell mateix any Teodor I Àngel-Comnè, dèspota de l'Epir i Etòlia, es va apoderar de Tessalònica i part de Macedònia i va assolir de facto el títol d'emperador (coronat el 1224 pel bisbe d'Ocrida, fet que va elevar a quatre el nombre d'emperadors que es consideraven hereus de l'Imperi Romà d'Orient (Trebisonda, Epir, Nicea i l'emperador llatí de Constantinoble), tres dels quals van assolir el tron o títol aquell any 1222 i el quart, Robert de Courtenay havia estat proclamat el 1221. El primer que va fer va ser traslladar la capital de Nicea a Nimfèon.
Després de pujar al tron, els germans del difunt Teodor, Aleix i Isaac Làscaris, se'n van anar a Constantinoble i van convèncer Robert de Courtenay de declarar la guerra a Vatatzes, però la guerra fou favorable a Vatatzes, que va derrotar decisivament els llatins en la batalla de Pemanè (1224). Els dos germans Làscaris foren fets presoners i cegats; les possessions llatines a Àsia van caure quasi totes en mans de l'Imperi de Nicea; a la mar en canvi els llatins foren victoriosos i van bloquejar la flota dels nicens al port de Làmpsac i Vatatzes va preferir cremar els vaixells abans que permetre que els llatins se n'apoderessin. Les pèrdues navals foren, però, relativament petites i Robert va haver de demanar la pau i deixar la major part de les possessions llatines a Àsia en mans de Vatatzes.
La pau fou de curta durada atès que el 1228 Joan de Brienne va ser proclamat regent sobirà de l'Imperi Llatí i el 1231 va anar a Constantinoble amb un exèrcit que el 1233 va atacar Vatatzes. Brienne fou derrotat a Bitínia i es va retirar cap a Tràcia, però va renovar els seus atacs amb el suport de la flota veneciana. Vatatzes va organitzar una nova flota que es va fer la mestressa de la mar i va sotmetre aviat Samos, Lesbos, Quios, Cos, Rodes, i altres illes. La principal força veneciana era a Creta (Càndia) que fou parcialment conquerida per Vatatzes, però el seu progrés fou aturat pel governador venecià Marí Sanuto el Vell, l'historiador, que finalment va obligar els nicens a reembarcar cap a Àsia.
El 1232 hi va haver una reunió a Nimfèon per tractar el tema. Les qüestions religioses es van debatre amb profunditat, especialment la qüestió de l'existència del purgatori i la introducció en el credo de l'expressió filioque ('i del fill'), però finalment es va arribar a un punt mort perquè el papa es va negar a acceptar la condició bàsica imposada per Joan Vatzatzes: deixar de donar suport als governants de l'Imperi Llatí.
El 1234 Vatatzes es va aliar amb el rei búlgar Ivan II, els búlgars van renunciar a submissió al papa i van acceptar el patriarca ortodox enviat pels nicens. Per consolidar l'aliança la filla d'Asen, Helena, es va casar amb Teodor, fill de Joan Vatatzes. Forces conjuntes van assetjar Constantinoble per terra i mar en 1235 però foren derrotats per la superior habilitat dels mariners llatins, i 24 galeres nicenes foren capturades. L'aliança no va durar gaire, el 1237, mentre Helena estava de retorn en una visita al seu pare, Ivan II va pactar amb els llatins per atacat el lloc fronterer de Tzurulum. El regent que governava l'Imperi Llatí en nom de Balduí II, Messire Anseau de Cahieu, va mig convèncer Ivan II d'abandonar la unió amb Nicea i aquest no es va presentar el 1237 quan Vatatzes va iniciar el setge per segon cop a Constantinoble. En canvi, per terra, Vatatzes fou més afortunat i va conquerir la resta de les possessions llatines a Àsia. A finals d'any una epidèmia que va afectar la capital de Bulgària va matar el fill i la dona d'Ivan II, el qual va interpretar això com un senyal diví de càstig per la seva traïció i va refer el vincle amb Vatatzes. El 1241, mort Ivan II, Joan Vatatzes va renovar l'aliança amb el seu successor Kaliman.

## Els darrers anys: reducció del poder de l'Epir
Vatatzes va desembarcar a Macedònia, va fer pres Teodor de l'Epir i va obligar el seu fill Joan I Àngel-Comnè a cedir-li Macedònia i renunciar al títol imperial conservant només el de dèspota de l'Epir (1242).

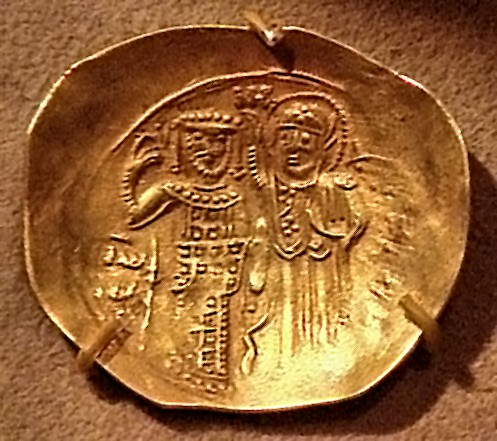
Perpra d'or amb el nom de Joan Vatatzes; durant el seu regnat l'economia dels seus súbdits va millorar.

El 1243 Vatatzes es va aliar a Gaiath al-Din d'Iconi per lluitar contra la invasió dels mongols. El soldà de Rum no només s'enfrontava a la invasió dels mongols sinó que també es va trobar amb una crisi de fam i va haver d'importar articles de primera necessitat de l'Imperi de Nicea, fet que va contribuir a augmentar la riquesa monetària de Vatatzes. La seva fama es va estendre i l'emperador Frederic II li va donar la mà de la seva filla natural Constança, reanomenada Anna per al matrimoni, (1244; la primera dona de Vatatzes havia mort el 1240). L'aliança amb Frederic va anar bé perquè es va oposar a la crida del papa Gregori IX que volia fer una croada per fer cessar les hostilitats de Joan Vatatzes contra l'Imperi Llatí.
El 1245 Vatatzes va decidir conquerir Bulgària per després utilitzar-la per conquerir Constantinoble. El 1246 ja havia dominat una part de Bulgària (el sud-est) i en va donar el govern al seu gran domèstic, Andrònic Paleòleg. Els seus avanços foren frenats per un atac conjunt dels llatins i de Miquel II Àngel-Comnè dèspota de l'Epir a Tessàlia, però la guerra fou favorable a Vatatzes que va conquerir diverses ciutats llatines a Tràcia i finalment va fer la pau amb Miquel Comnè el 1253 (tractat de Larissa). Per consolidar les bones relacions amb Miquel de l'Epir, li va oferir un enllaç matrimonial entre la seva neta Maria i el fill de Miquel, Nicèfor. El papa Innocenci IV el va instar a complir la promesa feta quinze anys enrere d'unir les esglésies catòlica i ortodoxa i es va tornar a entrar en negociacions. Malgrat el matrimoni, Miquel Comnè va atacar a finals del 1251 per recuperar alguns territoris cedits però no ho va aconseguir.
Els anys següents foren pacífics. Va afavorir l'art i la ciència, va construir camins, va redistribuir les taxes, va encoratjar el desenvolupament cultural i fou apreciat per la seva justícia. A la seva cort va destacar l'erudit Nicèfor Blemmides.

## Mort
Era a Macedònia quan emmalaltí, l'epilèpsia que patia des de feia anys havia empitjorat, va tornar cap a Àsia i va morir a Nimfèon el 30 d'octubre de 1255 als 60 o 62 anys. Li succeí Teodor II Làscaris.

## Santificació
Per la seva virtut cristiana, l'Església Ortodoxa el va proclamar sant, amb festivitat el 4 de novembre. Entre els seus fets destacats hi ha la proclamació d'una llei decretant la separació de poders entre les autoritats polítiques i les eclesiàstiques. A més a més, ell i la seva dona van aportar diners a la reconstrucció i manteniment de les esglésies i en van fer construir altres de noves, com la del monestir de Sosandra a Magnèsia.